# 薩尼斯洛普 (加利福尼亞州比尤特縣)
薩尼斯洛普（英語：Sunnyslope）是位於美國加利福尼亞州比尤特縣的一個非建制地區。該地的面積和人口皆未知。

## 地理
薩尼斯洛普的座標為39°22′03″N 121°26′55″W / 39.36750°N 121.44861°W，而該地的平均海拔高度為167米（即548英尺）。